# 罗伯特·威尔逊 (赛艇运动员)
罗伯特·威尔逊（英語：Robert Wilson，1935年10月14日—），加拿大男子赛艇运动员。他曾代表加拿大参加1956年夏季奥林匹克运动会赛艇比赛，获得男子八人单桨有舵手银牌。